# Zhao Yuping
Dans ce nom chinois, le nom de famille, Zhao, précède le nom personnel Yuping.
Zhao Yuping (née le 1er janvier 1994 à Baoding) est une athlète handisport chinoise déficiente visuelle médaillée d'or au lancer du javelot aux Jeux para-asiatiques de 2022 à Hangzhou, aux Championnats du monde d'athlétisme handisport 2017 de Londres, aux Championnats du monde d'athlétisme handisport 2019 de Dubaï, aux Championnats du monde d'athlétisme handisport 2023 de Paris et aux Championnats du monde d'athlétisme handisport 2024 de Kobe.
Dès 2019 à Dubaï, elle a établi un record du monde de lancer du javelot avec une distance atteinte de 47,00 m, record qu'elle augmentera par la suite. Dans cette compétition, elle a devancé la russe Anna Kulinich-Sorokina et la lanceuse ouzbek Anna Kayumova.
Aux Jeux paralympiques d'été de 2020 à Tokyo, elle est médaillée d'argent au lancer du javelot. Aux Jeux paralympiques d'été de 2024 de Paris, elle devient championne paralympique au lancer de javelot avec un nouveau record du monde à 47,06 m et prend aussi une médaille de bronze au lancer du poids en catégorie F12.